# Fermitate (Star Trek: Voyager)
„Fermitate” (titlu original: „Resolutions”) este al 25-lea episod din al doilea sezon al serialului TV american SF Star Trek: Voyager, al 41-lea în total. A avut premiera la 13 mai 1996 pe canalul UPN.

## Prezentare
Kathryn Janeway și Chakotay contractează un virus și sunt nevoiți să rămână în carantină pe o planetă care anulează efectele bolii...

## Actori ocazionali
- Simon Billig - Hogan
- Susan Diol - Denara Pel
- Bahni Turpin - Swinn